# Blue Mounds
Blue Mounds é uma vila localizada no estado norte-americano de Wisconsin, no Condado de Dane.

## Demografia
Segundo o censo norte-americano de 2000, a sua população era de 708 habitantes. 
Em 2006, foi estimada uma população de 732, um aumento de 24 (3.4%).

## Geografia
De acordo com o United States Census Bureau tem uma área de 
2,0 km², dos quais 2,0 km² cobertos por terra e 0,0 km² cobertos por água. Blue Mounds localiza-se a aproximadamente 248 m acima do nível do mar.

## Localidades na vizinhança
O diagrama seguinte representa as localidades num raio de 20 km ao redor de Blue Mounds. 